# Окулярек
Окуля́рек (Rhegmatorhina) — рід горобцеподібних птахів родини сорокушових (Thamnophilidae). Представники цього роду мешкають в Амазонії.

## Опис
Окуляреки — невеликі птахи, середня довжина яких становить 13,5-15 см, а вага 27-34 г. Вони мають переважно буре забарвлення, голова у них чорна. Навколо очей у них є характерні світлі кільця голої шкіри, а на голові є чуб, який може ставати дибки. Окуляреки живуть в підліску вологих рівнинних тропічних лісів Амазонії. Вони слідкують за кочовими мурахами і ловлять дрібних безхребетних, які тікають зі шляху пересування мурах.

## Види
Виділяють п'ять видів:
- Окулярек чорноголовий (Rhegmatorhina gymnops)
- Окулярек масковий (Rhegmatorhina berlepschi)
- Окулярек білощокий (Rhegmatorhina hoffmannsi)
- Окулярек рудочубий (Rhegmatorhina cristata)
- Окулярек волосочубий (Rhegmatorhina melanosticta)

## Етимологія
Наукова назва роду Rhegmatorhina походить від сполучення слів дав.-гр. ῥηγμα — подряпина, тріщина і ῥις — ніздря.